# Breda quinquedentata
Breda quinquedentata là một loài nhện trong họ Salticidae.
Loài này thuộc chi Breda. Breda quinquedentata được Badcock miêu tả năm 1932.